# Michael Trevino
Michael Anthony Trevino (Montebello, California; 25 de enero de 1985) es un actor mexicano-estadounidense.

## Primeros años
Trevino nació y fue criado en Montebello, California y luego se mudó a Valencia, California. Su madre era originaria de Zacatecas, México y su padre nació en Fresno, California, de inmigrantes mexicanos.

## Carrera
Hizo el papel de Jackson Meade, heredero de Meade Milk, en la película de Disney Channel, Cow Belles (Bellas y Mimadas) junto a las hermanas Alyson Michalka y Amanda Michalka. También ha aparecido como estrella invitada en Cold Case, Without a Trace, Bones, y Commander In Chief. Fue visto en Not Another Teen Movie como extra. Michael también tuvo un pequeño papel en la serie de televisión Charmed en el episodio dos de la octava temporada, "Malice in Wonderland", como Alistair.

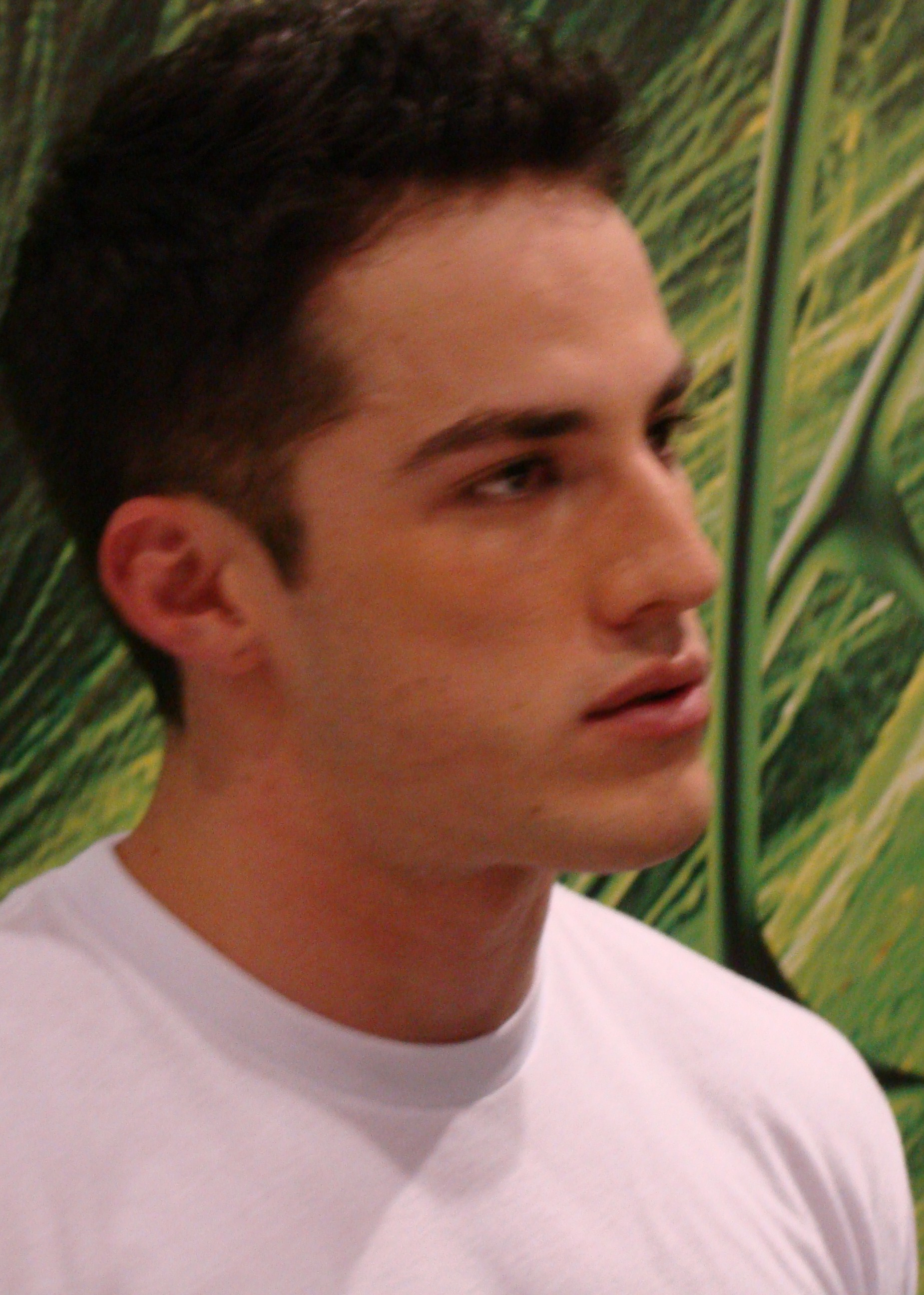
Flickr - vagueonthehow - Michael Trevino

Recientemente fue una estrella invitada en The Riches de FX, haciendo del estudiante de secundaria, Brent, en cuatro episodios en la historia en su primera temporada, y apareció en el tercer episodio de la segunda temporada. Además, hizo el papel de Jaime Vega en la serie de televisión de Cane, en el 2007.
Trevino, fue elegido como el personaje de Ozzie, un estudiante de West Beverly Hills High School, para la serie de The CW, 90210 y como Tyler Lockwood en The Vampire Diaries.

## Filmografía
| Cine       | Cine                           | Cine            | Cine                                                   | Cine                 |
| Año        | Película                       | Rol             | Notas                                                  | Ref(s).              |
| ---------- | ------------------------------ | --------------- | ------------------------------------------------------ | -------------------- |
| 2006       | Cow Belles                     | Jackson Meade   | Telefilme de Disney Channel                            |                      |
| 2012       | The Factory                    | Tad             |                                                        |                      |
| 2018       | Out of Control                 | Bennet Kayser   |                                                        | [ 6 ]                |
| Televisión |                                |                 |                                                        |                      |
| Año        | Película                       | Rol             | Notas                                                  | Ref(s).              |
| 2005       | Summerland                     | Tim Bowser      | Episodio: "I Am the Walrus"                            |                      |
| 2005       | Charmed                        | Alastair        | Episodio: "Malice in Wonderland"                       | [ 7 ]                |
| 2005       | Commander in Chief             | Kevin           | Episodio: "Rubie Dubidoux and the Brown Bound Express" |                      |
| 2006       | Without a Trace                | Carter Rollins  | Episodio: "White Balance"                              |                      |
| 2006       | Cold Case                      | Zach            | Episodio: "Rampage"                                    |                      |
| 2006       | CSI: Miami                     | Matthew Batra   | Episodio: "Come as You Are"                            |                      |
| 2006       | Bones                          | Graham Hastings | Episodio: "The Headless Witch in the Woods"            |                      |
| 2007–08    | The Riches                     | Brent           | 5 episodios                                            |                      |
| 2007       | Cane                           | Jaime Vega      | 9 episodios                                            |                      |
| 2008       | 90210                          | Ozzie Cardoza   | 3 episodios                                            | [ 8 ]                |
| 2009       | CSI: Crime Scene Investigation | Dave Henkel     | Episodio: "Turn, Turn, Turn"                           | [ 9 ]                |
| 2009       | The Mentalist                  | Brandon Fulton  | Episodio: "A Dozen Red Roses"                          |                      |
| 2009       | CSI: NY                        | Gavin Skidmore  | Episodio: "Prey"                                       |                      |
| 2009–17    | The Vampire Diaries            | Tyler Lockwood  | Elenco principal                                       | [ 10 ] [ 11 ] [ 12 ] |
| 2013       | The Originals                  | Tyler Lockwood  | 2 episodios                                            | [ 13 ]               |
| 2016       | Sunset Park                    | Gino Sarcione   |                                                        |                      |
| 2019–22    | Roswell, New Mexico            | Kyle Valenti    | Elenco principal                                       | [ 14 ]               |